# Domaników
Domaników – osada w Polsce położona w województwie wielkopolskim, w powiecie kolskim, w gminie Chodów.
Pierwszymi panami i jednocześnie mieszkańcami wsi był ród Domanikowskich herbu Pobóg. Władali oni osadą od XV do połowy XVIII wieku. Później wioska należała do Karola Jerzmanowskiego, wojskiego łęczyckiego, a następnie do jego potomstwa. Ostatnim właścicielem wsi był Stanisław Lasocki. Po II wojnie światowej Domaników stał się częścią gminy Rdutów, zwanej aktualnie Chodów.
W latach 1975–1998 miejscowość administracyjnie należała do województwa konińskiego.